# Паэс, Хосе Антонио
Хосе Антонио Паэс Эррера (исп. José Antonio Páez Herrera; 13 июня 1790, Курпа, Португеса, Венесуэла — 6 мая 1873, Нью-Йорк, США) — герой борьбы Венесуэлы за независимость; президент Венесуэлы.

## Биография
Принято считать, что Хосе Антонио Паэс (в дореволюционной русской литературе встречается транскрипция «Паэц») происходил из потомственных пастухов венесуэльских степей-«льяносов» — субэтнической группы льянерос. Или, во всяком случае, был тесно связан с этой средой. По утверждению французского историка Шарля Сеньобоса, один из родителей Паэса был индейцем. Имелись у Паэса и канарские предки.
Смолоду Паэс тоже был пастухом… В 1811 году испанский генерал Монтеверде, воевавший, с переменным успехом, против революционной армии Симона Боливара, обратился за содействием к воинственным и полудиким льянерос. Во главе иррегулярных формирований льянерос был поставлен астуриец Хосе Томас Бовес, по прозвищу «Бовес-Крикун» (1782—1814), жестокий и удачливый авантюрист. Паэс завербовался в армию Бовеса, а в 1812 году вышел в отставку сержантом.
В 1813 году Паэс вступил в контакт с эмиссарами Боливара и принял его сторону. В том же 1813 году, став во главе небольшого отряда льянерос, Паэс одержал первую победу у Лас-Матас-Герреньяс. Вскоре, вследствие измены, Паэс попал в плен, но немедленно был выкуплен друзьями.
С 1814 года начался ряд эпических битв с испанцами, в которых Паэс принял деятельное участие под началом Боливара. Лихой кавалерист, отчаянно смелый в атаке и неутомимый в долгих походах, Паэс заслужил прозвище «Кентавра Льяносов» («El Centauro de los Llanos»)… В 1821 году все 6500 солдат республиканской армии были реорганизованы в три дивизии, и Паэс стал командиром 1-й дивизии. В этом качестве он участвовал в решающем сражении при Карабобо, обеспечившем независимость Венесуэлы от Испании; после этого сражения Боливар сделал Паэса главнокомандующим республиканской армией. В 1822 году он взял приступом Пуэрто-Кабелло, где укрылись остатки испанских сил. Сеньобос, весьма недоброжелательный к Паэсу, утверждал, что «Паэс остался совершенным дикарём: бывало, что ради забавы, он давал бежать пленному, потом догонял его верхом и убивал своей рукой»…
На освобождённых от испанской власти территориях на севере Южной Америки было провозглашено государство Колумбия (вошла в историографию под названием Великая Колумбия), которое делилось на три департамента; Паэс стал главой вооружённых сил департамента Венесуэла. Постепенно нарастали разногласия между теми, кто хотел выстроить реальное государство с единым центром, и теми, кто считал его не более чем временным военным объединением для борьбы с испанским владычеством. После того, как Паэс был обвинён в убийстве французского полковника, он был лишён власти и в 1826 году вызван в Боготу на суд, однако в Венесуэле началось полуспонтанное движение «Ла-Косиата» в его поддержку; Валенсия, Каракас и ряд других городов объявили о неподчинении Боготе и провозгласили Паэса своим военным лидером. Вице-президент Сантандер, управлявший в это время страной, объявил Паэса в мятеже; сам Паэс написал напрямую Боливару, руководившему в это время боевыми действиями против испанцев в Перу. Боливар вернулся и приступил к исполнению обязанностей главы государства в конце 1826 года. Он объявил амнистию всем участникам «Ла-Косиаты», а Паэса сделал гражданским и военным главой Венесуэлы. Из военного героя войны за независимость Паэс стал превращаться в политического лидера. В последующие годы он стал отстранять от власти на местах тех, кто не поддержал «Ла-Косиату», и продвигать своих сторонников. В 1830 году Паэс организовал отделение Венесуэлы от Колумбии и с 11 февраля 1831 года стал первым конституционным президентом нового независимого государства.
По окончании президентского срока Паэс передал власть избранному вместо него Хосе Марии Варгасу и удалился в свои владения в Сан-Пабло, однако сторонники проигравшего президентские выборы Сантьяго Мариньо подняли мятеж и свергли Варгаса. Используя свою популярность и военный престиж, Паэс набрал войска и восстановил конституционный порядок.
пострадавшей от международного экономического кризиса 1838 года. В 1848 году он организовал перевозку останков Симона Боливара из Колумбии в его родной Каракас.
В 1846—1847 годах Паэс стоял во главе правительственных войск, подавляя антиправительственное восстание. В 1848 году избранный президентом представитель либералов Хосе Тадео Монагас, которого Паэс привёл к власти, распустил Конгресс и провозгласил себя диктатором. Теперь уже Паэс поднял мятеж, но был разбит и был вынужден отправиться в изгнание, после чего поселился в Нью-Йорке.
В 1858 году в Венесуэле произошла революция, свергнувшая правительство либералов. Новое правительство восстановило звания и титулы Паэса, и он смог вернуться на родину. Вскоре после этого в стране началась новая гражданская война. Паэс возглавил правительственные силы, а в 1861 году стал верховным диктатором. После окончания в 1863 году гражданской войны отказался от власти и вернулся в Нью-Йорк, где и жил до конца своих дней.
Паэс написал автобиографию (Ramon Páez, Public life of José Antonio Páez, 1884; Michelena, Resumen de la vida militar y política del ciudadano esclarecido general José Antonio Páez, 1890).